# Francis W. Wilson

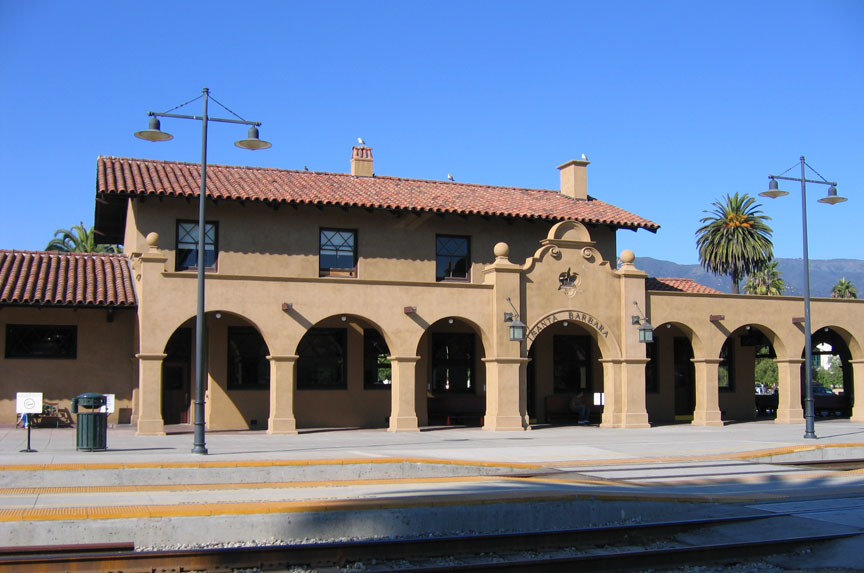
Santa Barbara Railway Station.

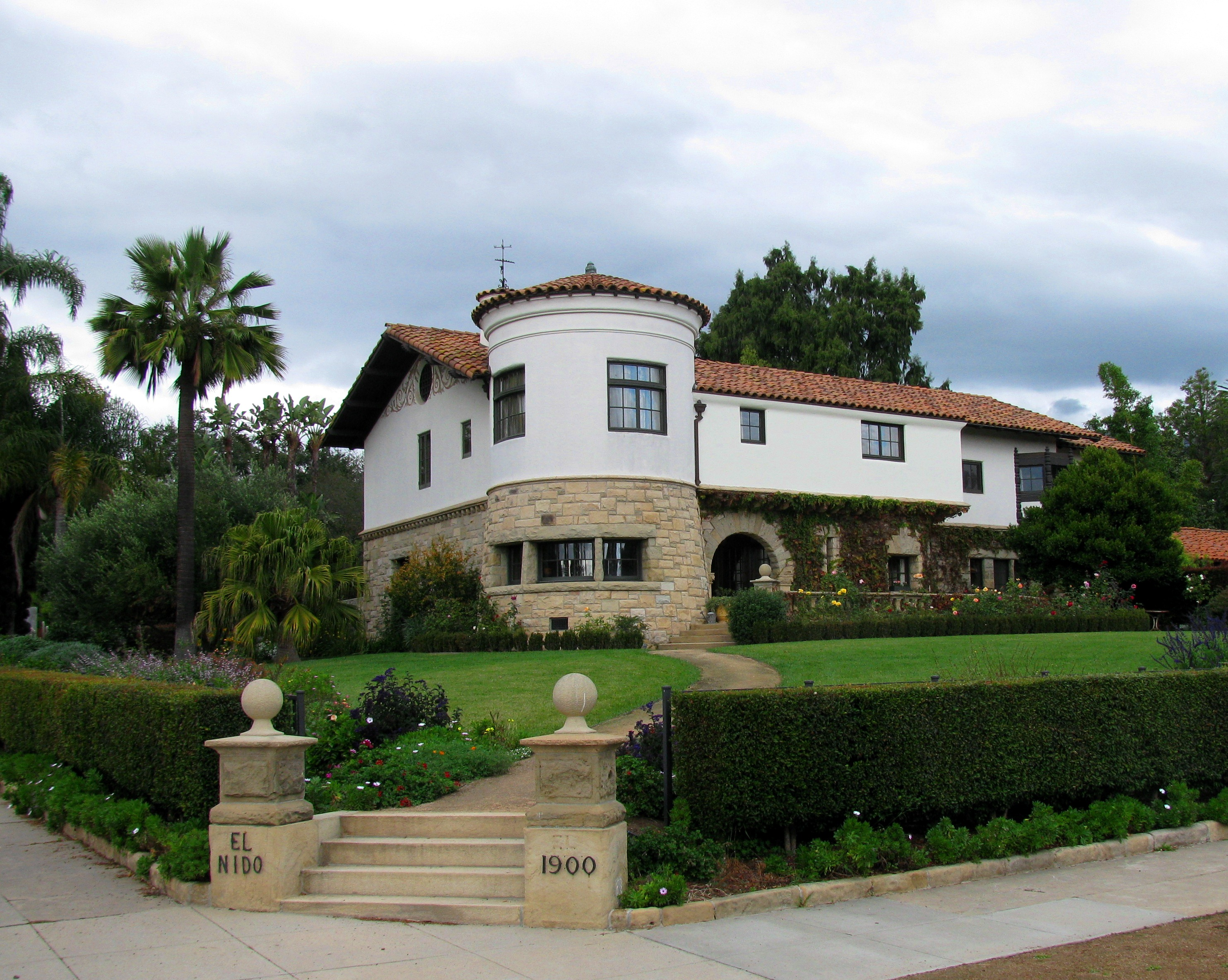
Charles H. Hopkins House, Santa Barbara, 1897

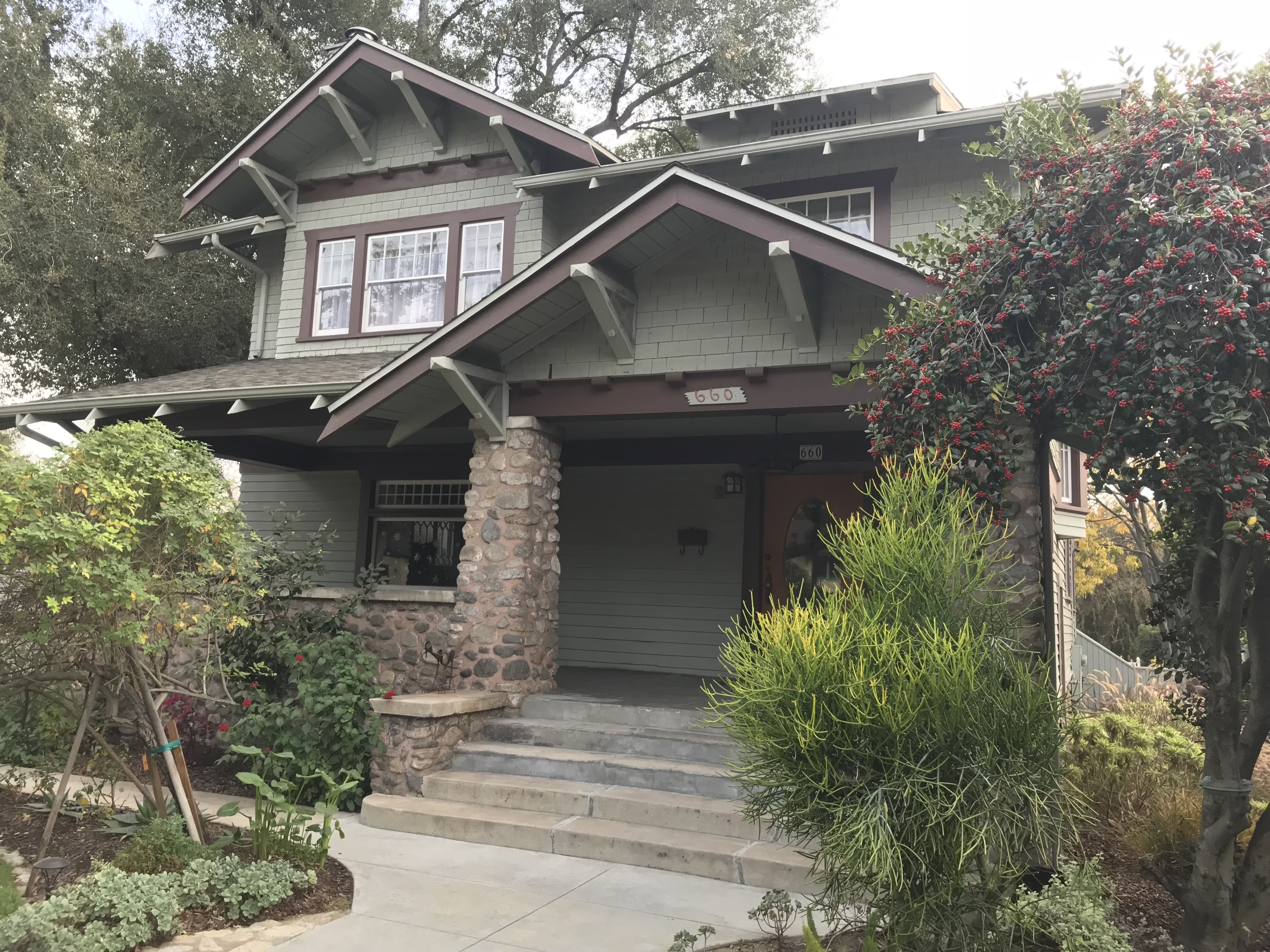
Seth Cook Rees House, Pasadena, 1908

Francis W. Wilson, född 1870 i Massachusetts i USA, död 1947, var en amerikansk arkitekt, som ritade ett antal byggnader för Atchison, Topeka and Santa Fe Railway och dess affärspartner Fred Harvey Company.
Francis W. Wilson växte upp i Massachusetts och flyttade till Kalifornien i början av 1890-talet. Han arbetade som ritare på arkitektbyrån Pissis and Moore under ledning av arkitekten Albert Pissis. Wilson studerade på American Institute of Architectss avdelning i San Francisco och gjorde en lång studieresa i Europa, innan han grundade sin egen arkitektfirma i Santa Barbara 1895.
Han var 1905–1920 gift med Julia Redington.

## Verk i urval
- Charles H. Hopkins House (El Nido), 1897, Santa Barbara, Kalifornien
- Santa Barbara Club, 1903, Santa Barbara, Kalifornien
- Santa Barbara Railway Station, 1905, Santa Barbara, Kalifornien, för Southern Pacific Railroad
- Alexander House, 1906, Santa Barbara, Kalifornien
- El Garces Hotel, 1908, ett Harvey House i Needles i Kalifornien
- Seth Cook Rees House, 1908, Pasadena, Kalifornien
- Grand Canyon Depot, 1910, Grand Canyon Village, Arizona
- Barstow Train Depot (Casa del Desierto), 1911, ett Harvey House i Barstow i Kalifornien
- Santa Barbara Post Office, 1914, Santa Barbara, Kalifornien, numera Santa Barbara Museum of Art
- Santa Barbara Public Library, 1917, Santa Barbara, Kalifornien

## Bildgalleri

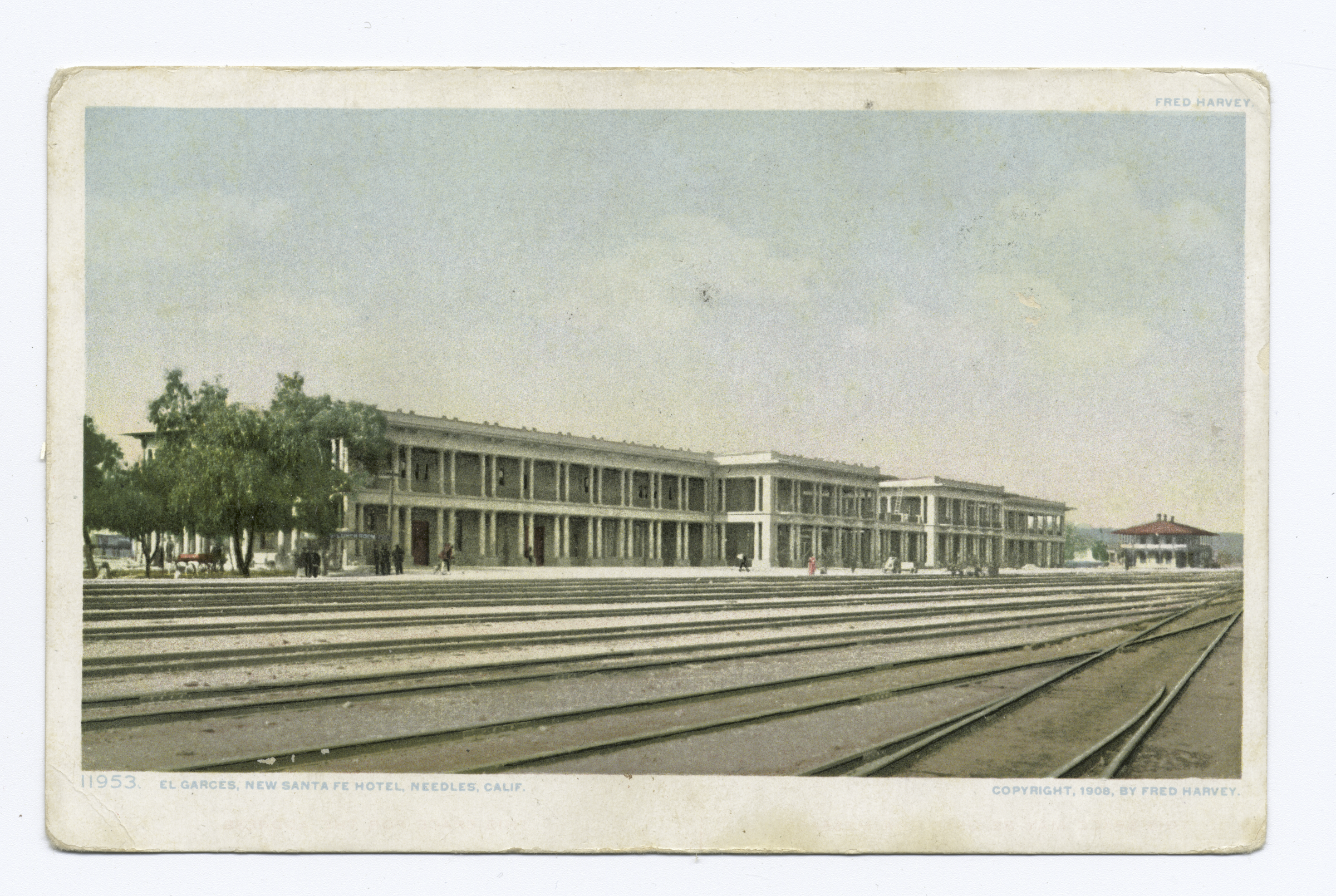
El Garces Hotel, Needles, Kalifornien
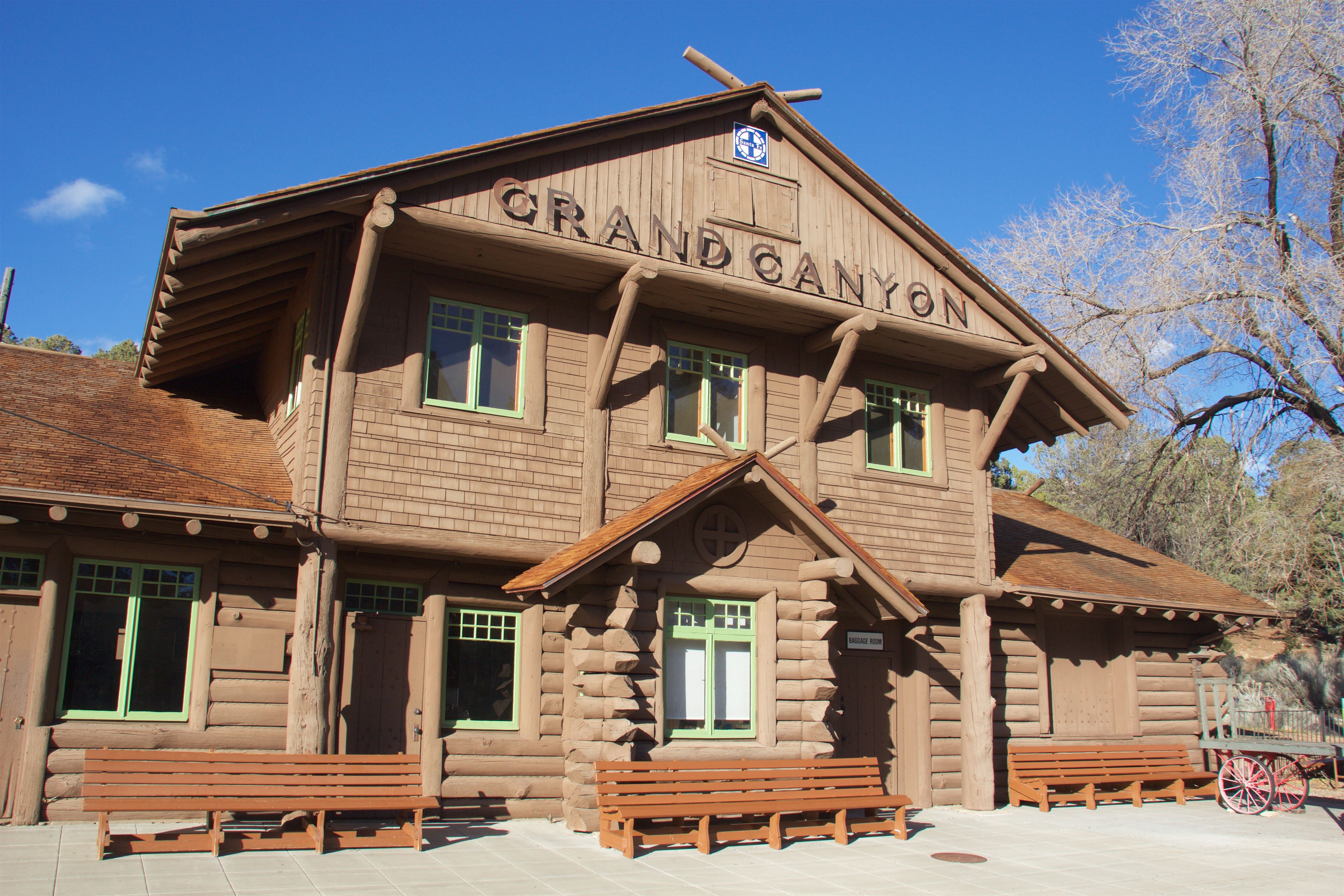
Grand Canyon Depot, Grand Canyon Village, Arizona
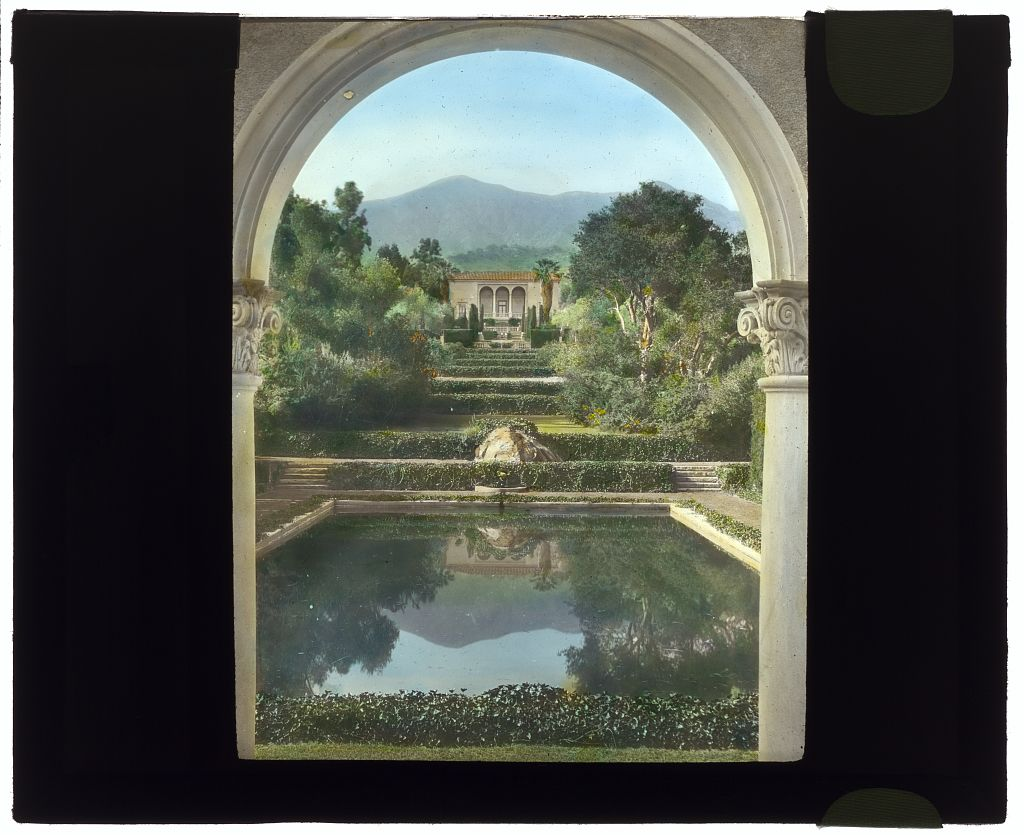
Las Tejas, Oakleigh Thorne House, Montecito, Kalifornien
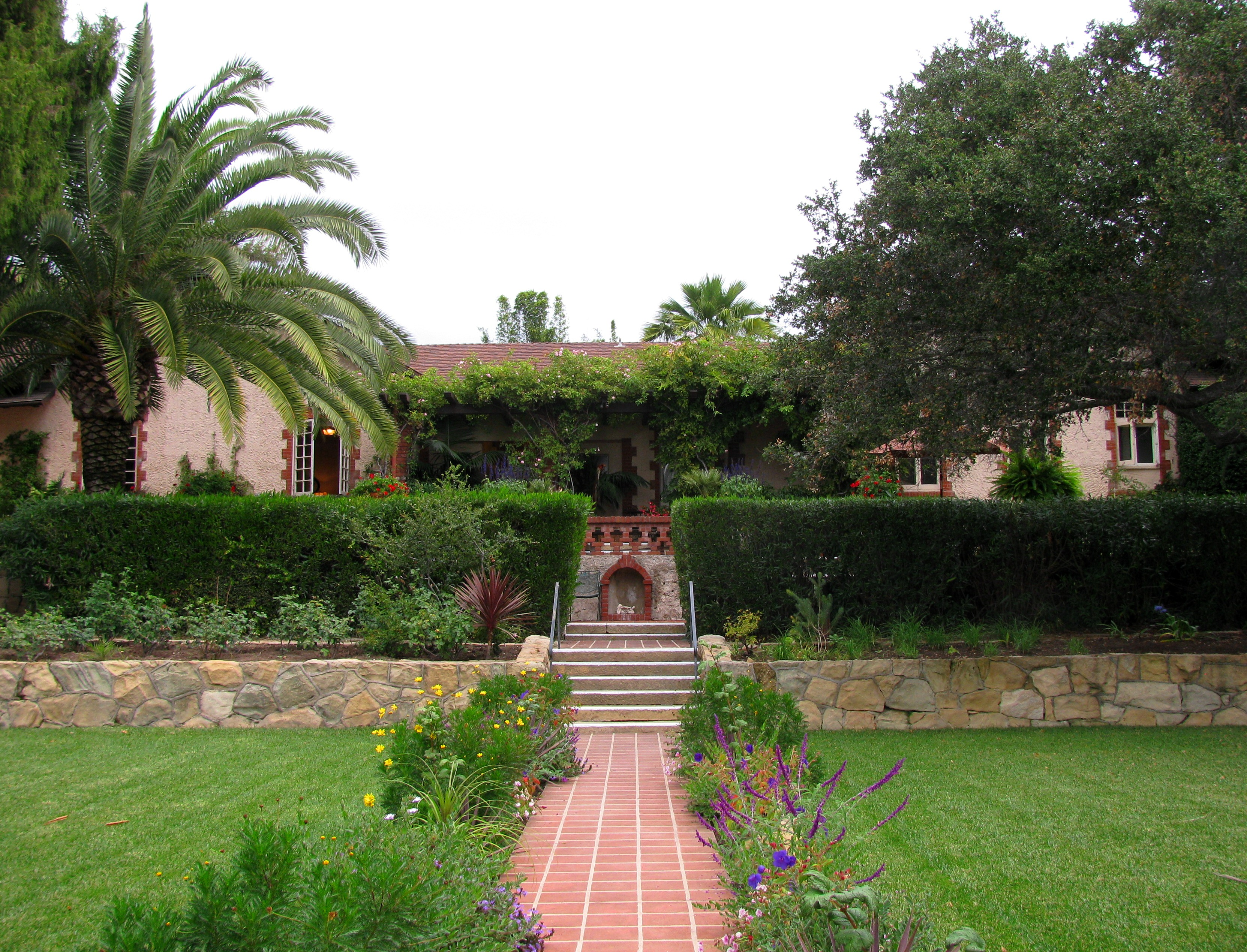
Alexander House, Santa Barbara, 1906